# City of Greater Geraldton
City of Greater Geraldton is een Local Government Area (LGA) de regio Mid West in West-Australië. City of Greater Geraldton telde 39.489 inwoners in 2021. De hoofdplaats is Geraldton.

## Geschiedenis
Op 24 januari 1871 werd het 'Geraldton Road District' gevormd en op 21 februari 1871 het 'Geraldton Municipal District'. Op 21 december 1951 werd het 'Geraldton Road District' ontbonden en in het 'Geraldton-Greenough Road District' opgenomen.
Ten gevolge van de 'Local Government Act' van 1960 werd het 'Geraldton-Greenough Road District' op 23 juni 1961 de 'Shire of Geraldton-Greenough' en het 'Geraldton Municipal District' de 'Town of Geraldton'. Op 19 maart 1965 veranderde de 'Shire of Geraldton-Greenough' alweer van naam en werd de 'Shire of Greenough'. Op 18 maart 1988 werd de 'Town of Geraldton' de 'City of Geraldton'. Het verkreeg de stadsstatus effectief op 22 april 1988.
Op 30 maart 2007 werden de 'City of Geraldton' en de 'Shire of Greenough' ontbonden, samengevoegd en de 'City of Geraldton-Greenough' gevormd. Op 20 mei 2011 werd de 'Shire of Mullewa' bij de 'City of Geraldton-Greenough' gevoegd en werd zo de 'City of Greater Geraldton' gevormd.
| Jaar | Bevolking | Geraldton | Greenough | Mullewa |
| ---- | --------- | --------- | --------- | ------- |
| 1921 | 6.365     | 4.174     | 1.375     | 816     |
| 1933 | 8.162     | 4.984     | 1.556     | 1.622   |
| 1947 | 8.864     | 5.972     | 1.567     | 1.325   |
| 1954 | 11.337    | 8.309     | 1.371     | 1.657   |
| 1961 | 13.842    | 10.894    | 1.321     | 1.627   |
| 1966 | 15.544    | 12.125    | 1.594     | 1.825   |
| 1971 | 18.887    | 15.118    | 1.920     | 1.849   |
| 1976 | 22.501    | 17.663    | 2.979     | 1.859   |
| 1981 | 25.356    | 19.096    | 4.612     | 1.648   |
| 1986 | 27.176    | 19.923    | 5.798     | 1.455   |
| 1991 | 29.537    | 20.521    | 7.626     | 1.390   |
| 1996 | 31.237    | 19.724    | 10.337    | 1.176   |
| 2001 | 32.196    | 19.179    | 11.927    | 1.090   |
| 2006 | 33.372    | 18.916    | 13.545    | 911     |
| 2016 | 38.634    |           |           |         |
| 2021 | 39.489    |           |           |         |

## Beschrijving
'City of Greater Geraldton' is een district in de regio Mid West. De hoofdplaats is Geraldton. Het district is ongeveer 10.000 km² groot en 425 kilometer ten noorden van de West-Australische hoofdstad Perth gelegen. Er ligt 834 kilometer verharde en 1.282 kilometer onverharde weg. Het telt 18 basisscholen, 6 secundaire scholen en twee instellingen voor hoger onderwijs.
Het bestuursgebied telde 39.489 inwoners in 2021. Ongeveer 10 % van de bevolking is van inheemse afkomst.

## Plaatsen, dorpen en lokaliteiten
- Cape Burney
- Drummond Cove
- Eradu
- Geraldton
- Greenough
- Kojarena
- Minnenooka
- Moonyoonooka
- Mullewa
- Narngulu
- Pindar
- Tardun
- Tenindewa
- Waggrakine
- Walkaway
- Wandanooka
- Wicherina
- Wilroy
- Wongoondy
- Woolgorong